# Zone extraterritoriali della Santa Sede in Italia
Le zone extraterritoriali della Santa Sede in Italia sono aree di extraterritorialità che si trovano principalmente a Roma e altri luoghi della città metropolitana di Roma. 
A parte il Pontificio Seminario Romano Minore, tutti i territori nella città di Roma sono stati dichiarati patrimonio dell'umanità dall'UNESCO.
Le zone si trovano sul suolo italiano: la sovranità territoriale è stata concordata in occasione della firma dei Patti Lateranensi (11 febbraio 1929); con la risoluzione della Questione romana, per decisione del Governo italiano, questi luoghi sono trattati secondo le regole del diritto internazionale alla stregua di ambasciate di Paesi stranieri. La superficie complessiva di tali immobili è di circa 700 000 m².

## Città di Roma
- Basilica papale di San Giovanni in Laterano sul Celio, chiamata anche arcibasilica lateranense, il palazzo del Laterano e zona annessa (Pontificia Università Lateranense e Pontificio Seminario Romano Maggiore), la Scala Santa;
- Basilica papale di Santa Maria Maggiore sull'Esquilino, chiamata anche basilica liberiana;
- Basilica papale di San Paolo fuori le mura lungo la via Ostiense, chiamata anche Basilica Ostiense, inclusa l'abbazia, e alcuni immobili adiacenti al complesso;
- Palazzo di San Callisto, sito in Trastevere, Piazza San Calisto 16;
- Complesso monumentale del Pontificio Ateneo e Pontificio Collegio Urbano "de Propaganda Fide" al Gianicolo;
- Palazzo della Cancelleria tra corso Vittorio Emanuele e campo de' Fiori;
- Palazzo di Propaganda Fide a piazza di Spagna;
- Palazzo del Sant'Uffizio adiacente a porta Cavalleggeri, accanto a piazza San Pietro;
- Palazzo della Congregazione delle Chiese Orientali, già palazzo dei Convertendi in piazza Scossacavalli, demolito nel 1937 con la Spina di Borgo, e riedificato su via della Conciliazione;
- Palazzo delle Congregazioni ai Propilei;
- Palazzo San Pio X (con esclusione tuttavia dei locali che ospitano attualmente l'Auditorium);
- Pontificio Seminario Romano Minore situato in viale Vaticano 42, con l'Istituto Pontificio Sant'Apollinare e la Casa Bonus Pastor, sita in via Aurelia 208, ora grande struttura alberghiera;
- Palazzo del Vicariato in via della Pigna, alla fine di corso Vittorio Emanuele e vicino a piazza del Gesù, da aprile 2014;
- Ospedale pediatrico Bambino Gesù sul Gianicolo a piazza Sant'Onofrio (e nella nuova sede nei pressi della basilica di San Paolo);
- Villa Gabrielli al Gianicolo: Pontificio Collegio Americano del Nord;
- Chiesa di Sant'Onofrio al Gianicolo e Convento (assegnati il 15 agosto 1945 da papa Pio XII all'Ordine equestre del Santo Sepolcro di Gerusalemme).[2]

## Fuori Roma

Zona extraterritoriale di Castel Gandolfo - 1 Palazzo Apostolico - 2 Giardino della villa Cybo - 3 Villa Barberini con giardini adiacenti, sede estiva del Pontificio Collegio Urbano di Propaganda Fide e azienda agricola pontificia - 4 Oliveto ex Bacelli - 5 Collegiata di San Tommaso e adiacente casa parrocchiale

- Ville pontificie di Castel Gandolfo: Palazzo Pontificio, Giardino della villa Cybo, villa Barberini;
- Centro radiotrasmittente di Santa Maria di Galeria[2] che si estende su 424 ettari (4,24 Kmq).